# Poltergeist (film)
Poltergeist este un film de groază american din 1982. Este regizat de Tobe Hooper, produs de Steven Spielberg și distribuit de Metro-Goldwyn-Mayer, a avut premiera la 4 iunie 1982.
Acesta este primul film și cel mai de succes al trilogiei Poltergeist. Situată într-o suburbie din California, intriga se concentrează asupra unei familii a cărei casă este invadată de fantome răuvoitoare care răpesc fiica cea mai mică a familiei.
Filmul a fost clasat pe locul 80 în lista canalului TV american Bravo cu 100 de filme considerate cele mai înspăimântătoare, iar Chicago Film Critics Association l-a clasat pe locul 20 într-un clasament asemănător. Filmul, de asemenea, apare pe locul 84 în lista Institutului American de Film privind cele mai bune 100 thrillere din 100 de ani. Poltergeist a fost, de asemenea, nominalizat la Premiile Oscar de trei ori.

## Încasări
Poltergeist a avut un buget mondial de succes. Filmul a strâns doar în Statele Unite 76.606.280$, având cele mai mari încasări ale unui film de groază din anul 1982, și fiind al 8-lea la general în acel an.

## Distribuție
- Craig T. Nelson este Steve Freeling
- JoBeth Williams este Diane Freeling
- Heather O'Rourke este Carol Anne Freeling
- Dominique Dunne este Dana Freeling
- Oliver Robins este Robbie Freeling
- Zelda Rubinstein este Tangina Barrons
- Beatrice Straight este Dr. Lesh
- Martin Casella este Marty
- Richard Lawson este Ryan
- James Karen este Mr. Teague

## Trivia
La producția filmului s-au utilizat schelete umane adevărate, întrucât cumpărarea lor ar fi fost mai ieftină decât producerea unora din plastic.

## Premii și nominalizări
Filmul a fost nominalizat de 3 ori la Premiul Oscar în categorii diferite. și a fost clasificat pe locul 80 în topul 100 Scariest Movie Moments realizat de Bravo.
| An   | Premiu              | Categoria                                                                     | Rezultat     |
| ---- | ------------------- | ----------------------------------------------------------------------------- | ------------ |
| 1983 | Premiul Oscar       | Premiul Oscar pentru cea mai bună editare sonoră                              | Nominalizare |
| 1983 | Premiul Oscar       | Premiul Oscar pentru cele mai bune efecte vizuale                             | Nominalizare |
| 1983 | Premiul Oscar       | Premiul Oscar pentru cea mai bună coloană sonoră                              | Nominalizare |
| 1983 | Premiul Saturn      | Premiul Saturn pentru cel mai bun film de groază                              | Câștigat     |
| 1983 | Premiul Saturn      | Premiul Saturn pentru Best Make-up                                            | Câștigat     |
| 1983 | Premiul Saturn      | Premiul Saturn pentru cea mai bună actriță în rol secundar - Zelda Rubinstein | Câștigat     |
| 1983 | Premiul Saturn      | Premiul Saturn pentru cea mai bună actriță - JoBeth Williams                  | Nominalizare |
| 1983 | Premiul Saturn      | Premiul Saturn pentru cel mai bun regizor - Tobe Hooper                       | Nominalizare |
| 1983 | Premiul Saturn      | Saturn Award for Best Music - Jerry Goldsmith                                 | Nominalizare |
| 1983 | Premiul BAFTA       | BAFTA Award for Best Special Visual Effects                                   | Câștigat     |
| 1983 | Young Artist Awards | Young Artist Award for Best Younger Supporting Actress - Heather O'Rourke     | Nominalizare |